# Esa Kaitila
Esa Heikki Kaitila, född den 22 april 1909 i Viborg, död den 18 juni 1975 i Helsingfors, var en finländsk nationalekonom, professor och politiker.

## Biografi
Kaitila blev filosofie doktor 1950 och gjorde en akademisk karriär som lärare vid Handelshögskolan i Åbo 1939–1945 och därefter docent i företagsekonomi vid Helsingfors universitet 1945–1957.
Under tiden var han professor i Åbo 1950–1960 samt prorektor där 1950–1953, samtidigt med en tjänst som biträdande professor i nationalekonomi vid juridiska fakulteten på Helsingfors universitet 1958–1962.
Parallellt med sitt arbete vid akademierna var Kaitila riksdagsman för Finska folkpartiet 1951–1965 och för liberala folkpartiet 1965–1966, och var ledare för riksdagsgruppen från 1952. Han satt i Finlands regering under kortare perioder som socialminister och andre finansminister 1953–1954, handels- och industriminister 1957 samt vice statsminister och finansminister 1964–1966.
Kaitila var också generaldirektör för Statskontoret 1962–1972.